# Rheurdt
Rheurdt [ʁøɐt] is een plaats en gemeente in Noordrijn-Westfalen in het westen van Duitsland. Op 31 december 2020 telde de gemeente 6.545 inwoners op een oppervlakte van 30,01 km².

## Gemeentegebied
De gemeente heeft een oppervlakte van 30 km² en bestaat sinds 1969 door samenvoeging van de gemeentes Rheurdt en Schaephuysen. Tot Rheurdt behoort de buurtschap Kengen, tot Schaephuysen behoren de Ortsteile Finkenberg, Lind, Neufeld en Saelhuysen. In het verleden behoorde Rheurdt tot Kreis Moers maar sinds 1975 maakt de plaats deel uit van Kreis Kleve.
De Schaephuysener heuvelrug maakt deel uit van de Nederrijnse Heuvelrug.

## Geschiedenis
Rheurdt en Schaephuysen behoorden tot het Overkwartier van Gelder en dus tot de Zuidelijke Nederlanden. Tijdens de Spaanse Successieoorlog werd het gebied door Pruisen ingenomen, samen met de andere gemeenten die vanaf 1713 officieel Pruisisch Opper-Gelre vormden.

## Afbeeldingen

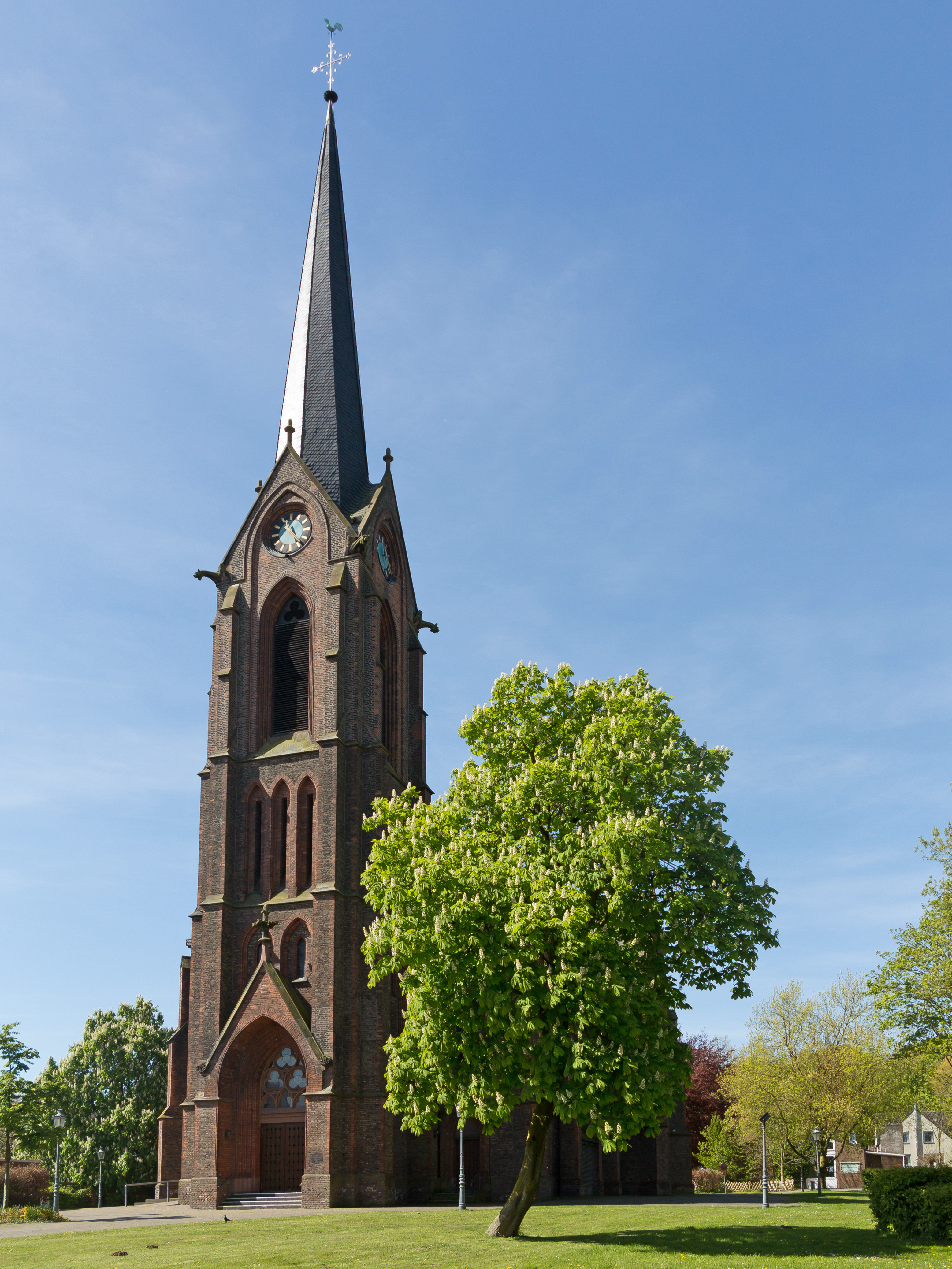
Rheurdt, kerk: Pfarrkirche Sankt Nikolaus
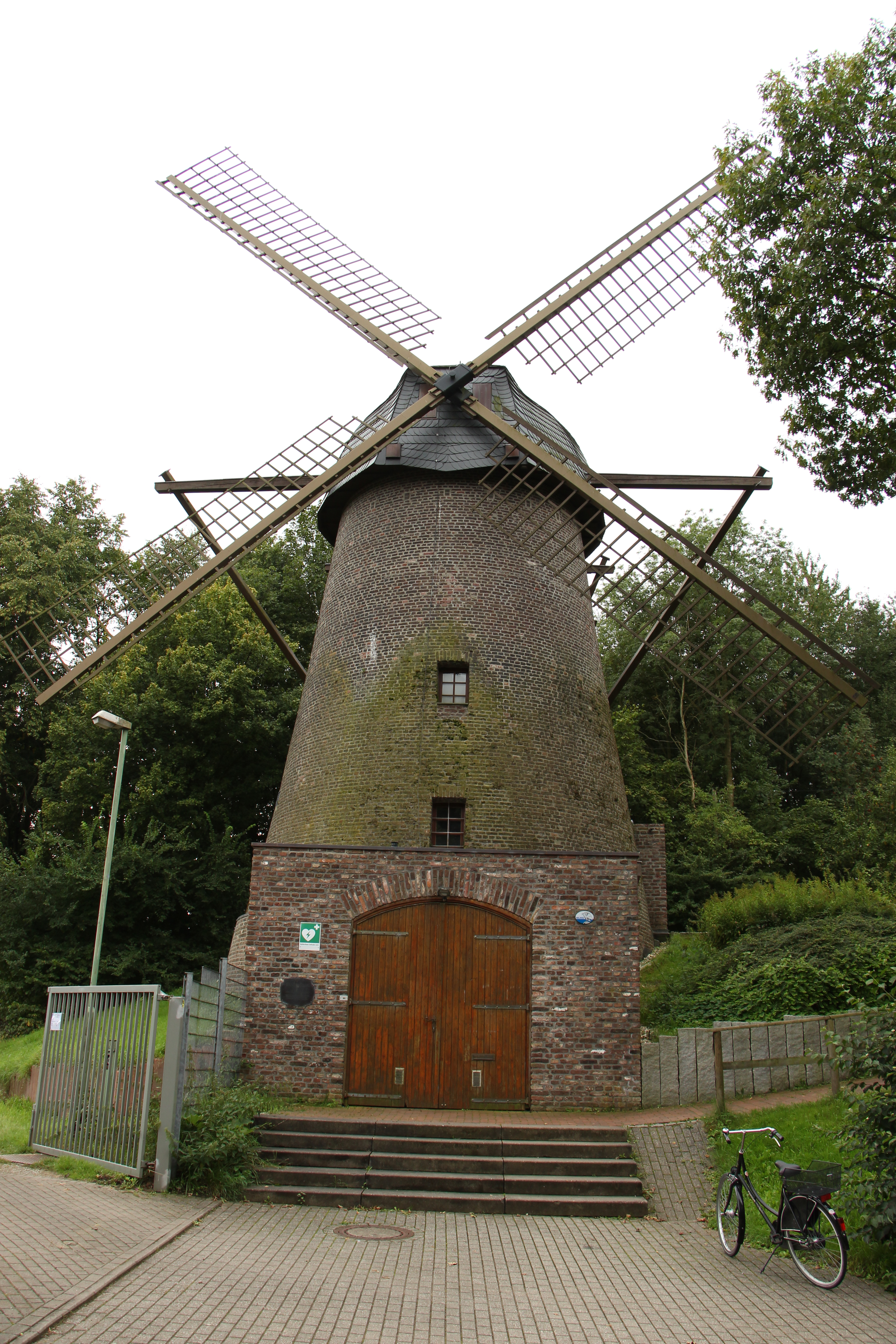
Windmolen aan de St. Nikolausweg
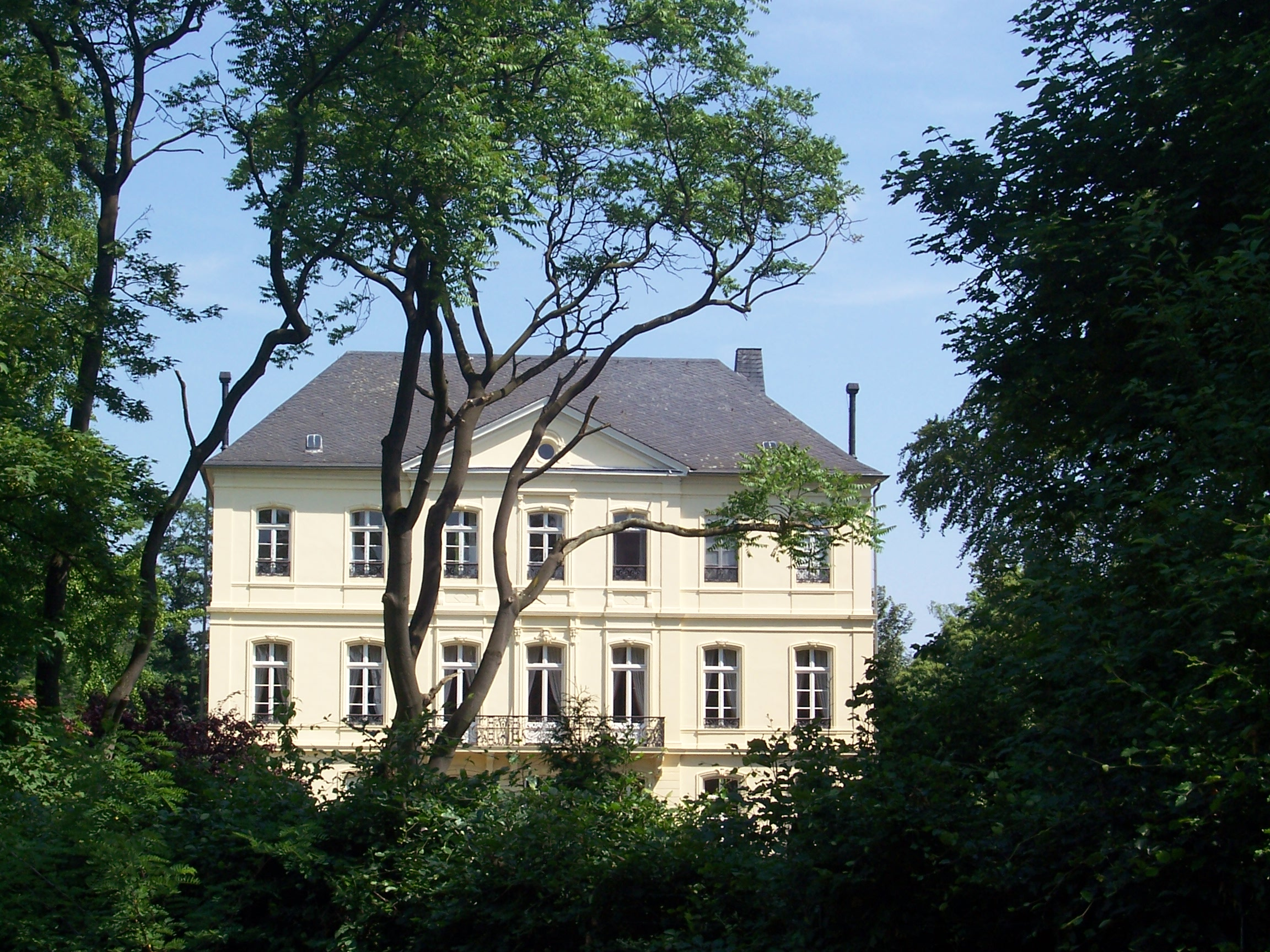
Schloss Leyenburg
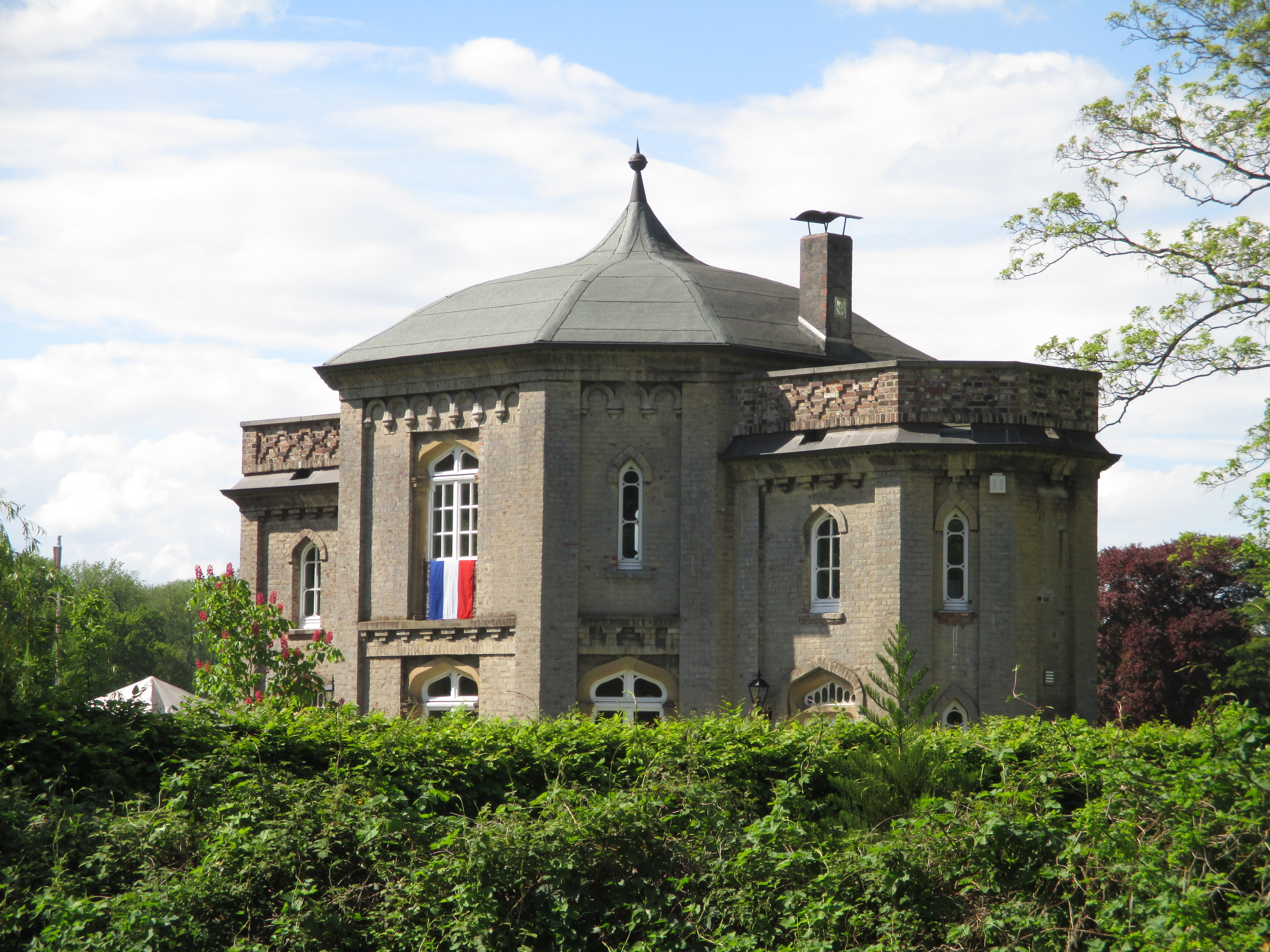
Trouwzaal Maurischer Pavillon

Bedburg-Hau · Emmerik · Geldern · Goch · Issum · Kalkar · Kerken · Kevelaer · Kleef · Kranenburg · Rees · Rheurdt · Straelen · Uedem · Wachtendonk · Weeze